# NGC 3603-A1
NGC 3603-A1 là một ngôi sao đôi dạng Wolf-Rayet với khối lượng 120 lần Khối lượng Mặt trời trong chòm sao Carina.